# Sainte-Nathalène
 Sainte-Nathalène  (en occitano Senta Nalena) es una población y comuna francesa, situada en la región de Aquitania, departamento de Dordoña, en el distrito de Sarlat-la-Canéda y cantón de Sarlat-la-Canéda.

## Demografía
| 303 | 310 | 297 | 346 | 364 | 471 |
| Para los censos de 1962 a 1999 la población legal corresponde a la población sin duplicidades (Fuente: INSEE [Consultar]) |     |     |     |     |     |